# Бручич, Карло
Карло Бручич (хорв. Karlo Bručić; род. 17 апреля 1992, Загреб) — хорватский футболист, защитник клуба «ЧФР Клуж».

## Клубная карьера
Воспитанник загребского «Динамо», с которым в 2010 году подписал первый профессиональный контракт. Сезон 2010/11 провёл в аренде в клубе «Радник», выступавшем во второй хорватской лиге. По итогам сезона клуб занял 9-е место в турнирной таблице, а на счету Бручича был 21 матч и один гол. По окончании аренды вернулся в «Динамо», но основной состав не выступал.
В январе 2012 года отправился на правах аренды в «Локомотиву». В её составе 4 марта дебютировал в чемпионате Хорватии. В матче 20-го тура с «Риекой» он на 79-й минуте вышел на поле, заменив Домагоя Антолича. Встреча завершилась нулевой ничьей. В следующем сезоне «Локомотива» заняла второе место в турнирной таблице и завоевала серебряные медали чемпионата, а также дошла до финала кубка. В решающем противостоянии команда встречалась с «Хайдуком» из Сплита. Первый матч остался за соперником (2:1), а в ответном матче была результативная ничья 3:3. Окончательный счёт на 3-й компенсированной компенсированной к основному времени матча минуте установил Бручич. В сентябре 2014 перед стартом нового сезона с Карло был подписан полноценный контракт.
2 июля 2016 года перебрался в Израиль, подписав контракт «Ашдодом». Дебютировал в чемпионате Израиля в матче первого круга с «Хапоэлем Ирони». На 40-й минуте Бручич получил прямую красную карточку и был удалён с поля. За это нарушение в ворота «Ашдода» был назначен пенальти, с которого был забит единственный в игре гол. За три с половиной сезона, проведённых в Израиле, хорват провёл 88 матчей, в которых забил один мяч.
9 февраля 2019 года Бручич подписал соглашение с японской командой «Саган Тосу», выступающей в первом дивизионе Джей-лиги. Первый мяч в футболке японского клуба провёл 23 февраля на домашнем стадионе против команды «Нагоя Грампус». Встреча завершилась разгромной победой гостей со счётом 4:0. В общей сложности за «Саган Тосу» Бручич сыграл 9 матчей во всех турнирах.
В начале сентября 2019 года хорватский защитник перешёл в литовскую «Судуву». Через десять дней он дебютировал за команду в гостевом матче с «Атлантасом». Бручич вышел в стартовом составе, а на 62-й минуте уступил место на поле австрийцу Михаэлю Блауэнштайнеру. В следующей игре с «Паневежисом» на 36-й минуте забил гол, поучаствовав тем самым в разгроме соперника со счётом 7:2. По итогам сезона «Судува» стала чемпионом страны и обладателем кубка.
22 января 2020 года подписал контракт с минским «Динамо». 
25 сентября по соглашению сторон расторгнут контракт с минским «Динамо»(https://dinamo-minsk.by/ru/press-tsentr/~shownews/2020-09-25-02-14-38)

## Карьера в сборной
Выступал за юношеские и молодёжные сборные Хорватии.

## Достижения
Локомотива
- Серебряный призёр чемпионата Хорватии: 2012/13
- Финалист кубка Хорватии: 2012/13

 Судува
- Чемпион Литвы: 2019
- Обладатель кубка Литвы: 2019